# ナイスガイ・ニューヨーク
『ナイスガイ・ニューヨーク』（Come Blow Your Horn）は、1963年のアメリカ合衆国の映画。
ニール・サイモンのデビュー作であり、1961年にブロードウェイで公演された同名の舞台劇を原作としている。監督はバッド・ヨーキン、出演はフランク・シナトラなど。

## ストーリー
ベイカー家の長男アランはマンハッタンに住むプレイボーイ。そんな彼のもとに弟のバディがやって来る。彼はアランの生活を羨ましく思い訪ねてきたのだ。それでも内気なままのバディを見たアランは、彼をプレイボーイに仕立て上げるのだった。やがてアランの家に女性が訪ねることになり、アランはその相手をバディにさせることを思いつく。

## キャスト
| 役名                   | 俳優                 | 日本語吹替                                          | 日本語吹替                                        |
| 役名                   | 俳優                 | フジテレビ版                                        | 日本テレビ版                                      |
| ---------------------- | -------------------- | --------------------------------------------------- | ------------------------------------------------- |
| アラン・ベイカー       | フランク・シナトラ   | 納谷悟朗                                            | 堀勝之祐                                          |
| ハリー・R・ベイカー    | リー・J・コッブ      | 富田耕生                                            | 富田耕生                                          |
| ソフィー・ベイカー夫人 | モリ―・ピコン        | 堀越節子                                            | 京田尚子                                          |
| コニー                 | バーバラ・ラッシュ   | 山東昭子                                            | 土井美加                                          |
| ペギー                 | ジル・セント・ジョン | 向井真理子                                          | 麻上洋子                                          |
| エックマン氏           | ダン・ブロッカー     | 西尾徳                                              | 玄田哲章                                          |
| エックマン夫人         | フィリス・マグワイア | 成田光子                                            | 弥永和子                                          |
| バディ                 | トニー・ビル         | 敦賀岑一                                            | 島田敏                                            |
| 浮浪者                 | ディーン・マーティン | 広川太一郎                                          | 石塚運昇                                          |
| その他                 | N/A                  | 北川米彦 宮内幸平 渡辺典子 安田隆 神山卓三 島木綿子 | 塚田正昭 伊井篤史 叶木翔子 稲葉実 増岡弘 種田文子 |
|                        |                      |                                                     |                                                   |
| 演出                   | 演出                 | 加藤敏                                              | 加藤敏                                            |
| 翻訳                   | 翻訳                 | 木原たけし                                          | 井場洋子                                          |
| 効果                   | 効果                 | 芦田公雄/熊耳勉                                     | リレーション                                      |
| 調整                   | 調整                 | 前田仁信                                            | 西村善雄                                          |
| 制作                   | 制作                 | 東北新社                                            | 東北新社                                          |
| 解説                   |                      |                                                     |                                                   |
| 初回放送               | 初回放送             | 1970年12月31日 『映画枠』                           | 1991年1月3日 『'91新春映画劇場』 ※ノーカット      |

## スタッフ
- 監督：バッド・ヨーキン
- 製作：ノーマン・リア、バッド・ヨーキン
- 原作：ニール・サイモン
- 脚本：ノーマン・リア
- 撮影：ウィリアム・H・ダニエルズ
- 編集：フランク・P・ケラー
- 音楽：ネルソン・リドル

## 舞台
2016年12月に、本作および原作戯曲を基にした舞台「ナイスガイ in ニューヨーク」がシアタークリエとサンケイホールブリーゼにて上演された。
上演台本・演出は福田雄一が担当。製作は東宝とシーエイティープロデュース。

### 出演
- アラン：井上芳雄
- バディ：間宮祥太朗
- コニー：吉岡里帆
- ペギー：愛原実花
- Mrs.ベーカー：石野真子
- Mr.ベーカー：高橋克実